# John Gascoigne avec un cheval bai
John Gascoigne avec un cheval bai (anglais : John Gascoigne, the Prince of Wales Head Groom, with a Bay Horse), est une peinture à l'huile sur toile du peintre anglais George Stubbs, créée en 1791 et conservée dans la Royal Collection. 
Il s'agit du double portrait d'un cheval de type hunter de robe baie dans son pré, que vient nourrir le palefrenier en chef du prince de Galles, John Gascoigne.

## Réalisation
Le tableau est créé en 1791. C'est une commande présumée du prince de Galles de l'époque.

## Description
Le tableau est un double portrait, d'une part celui du palefrenier en chef du prince de Galles John Gascoigne, et d'autre part, d'un cheval. Ce cheval présente le modèle d'un hunter, et non d'un Pur-sang, selon Judy Egerton. En 1969, Millar indiquait une identification du cheval à Creeper, un Pur-sang né en 1785 que le Prince de Galles a acquis en 1791 ; cependant, cette hypothèse d'identification ne s'est pas confirmée, ce qui a conduit à intituler le tableau en parlant d'un « cheval bai ».
Le tableau mesure 101,6 × 121,6 cm (ou 101,7 × 121,7 cm). Il est daté de 1791 et signé, sous la forme Geo: Stubbs.

## Historique
Ce tableau a été récupéré dans la Royal Collection en 1822, lorsque George IV, devenu roi du Royaume-Uni, a déplacé les œuvres d'art de Carlton House au King's Lodge (Royal Lodge) dans le Parc de Windsor. 